# Tony Le Tissier
Tony Le Tissier MBE (1932–2025) war ein britischer Historiker, der unter anderem verschiedene Werke über den Zweiten Weltkrieg verfasst hat. Die Schlacht um Berlin und die Schlacht um die Seelower Höhen gehören zu seinen Forschungsschwerpunkten. 

## Leben
Le Tissier war Berufsoffizier der britischen Streitkräfte und letzter Militärgouverneur des Kriegsverbrechergefängnisses Spandau, in dem nach Ende des Zweiten Weltkriegs unter anderem Rudolf Heß und Albert Speer inhaftiert waren. Nach seiner Pensionierung blieb er in Berlin und forschte dort mehrere Jahre.

## Werke (Auswahl)
- With Our Backs to Berlin
- Slaughter at Halbe: The Destruction of Hitler’s 9th Army
- The Siege of Kustrin 1945: Gateway to Berlin
- The Battle of Berlin 1945
- Marshal Zhukov at the Oder: The Decisive Battle for Berlin
- Berlin Battlefield Guide: Third Reich and Cold War
- SS Charlemagne: The 33rd Waffen-Grenadier Division of the SS
- Berlin Then and Now
- Death Was Our Companion: The Final Days of the Third Reich
- Race for the Reichstag: The 1945 Battle for Berlin
- Patton’s Pawns: The 94th US Infantry Division at the Siegfried Line
- The Third Reich Then and Now
- Soviet Conquest: Berlin 1945
- Farewell to Spandau

| Personendaten    | Personendaten         |
| ---------------- | --------------------- |
| NAME             | Le Tissier, Tony      |
| KURZBESCHREIBUNG | britischer Historiker |
| GEBURTSDATUM     | 1932                  |